# (Anesthesia) Pulling Teeth
 (septembre 2008).
Si vous disposez d'ouvrages ou d'articles de référence ou si vous connaissez des sites web de qualité traitant du thème abordé ici, merci de compléter l'article en donnant les références utiles à sa vérifiabilité et en les liant à la section « Notes et références ».
Pistes de Kill 'Em All
Jump In The Fire Whiplash
(Anesthesia) Pulling Teeth est la 5e piste du premier album du groupe Metallica, Kill 'Em All sorti en juillet 1983 et dure 4 min 14. Anesthesia est un solo de basse de Cliff Burton. Une piste instrumentale accompagnée par la batterie de Lars Ulrich à la 2e min 30 secondes et ce pendant 1 min 30 environ et inclut le jeu unique de Burton à la basse en utilisant de lourdes distorsions, une pédale wah-wah et du tapping. C'est également le solo de basse que Burton jouait quand James Hetfield et Ulrich l'ont vu pour la première fois : « Nous avons entendu ce solo bizarre et nous avons pensé Il n'y a aucun guitariste ici. Et c'est là que nous avons vu que c'était Cliff qui jouait avec sa basse avec une pédale wah-wah ; il s'en foutait si des gens le regardaient et tout ce qui l'importait c'était de jouer ce solo et regarder sa basse » a déclaré James Hetfield lors d'une interview.
C'est ce solo de basse qui a permis à Burton d'être engagé dans Metallica.
C'est aussi le seul morceau du groupe où il n'y a pas de guitare (il n'y a que la basse tout au long de la chanson et la batterie pendant 1 min 30 environ).
Le son de basse est tellement inhabituel qu'on peut croire que c'est un solo de guitare pendant les 4 minutes du morceau.
Pour la version album, Cliff Burton a tenu à enregistrer ce morceau seul dans une pièce vide, tandis que les techniciens studio se trouvaient à l’étage inférieur. Il a réalisé cet enregistrement en une seule prise, après une vingtaine de minutes de préparation.
Sur la base de l'information disponible sur le site internet de Metallica, le groupe n'a jamais rejoué ce morceau depuis le concert du 26 septembre 1986 à Stockholm en Suède, le dernier de Cliff Burton qui trouva la mort dans l'accident du bus de tournée à peine quelques heures plus tard. Il a depuis été joué sur scène par Robert Trujillo lors d'un des spectacles pour le 30e anniversaire de Metallica en décembre 2011. À noter que To Live Is to Die a aussi été jouée.
Il a également été joué lors de du concert avec le San Francisco Orchestra en octobre 2019, S&M2, en hommage à Cliff Burton (piste 15 de la tracklist). Ce concert a eu lieu à l'occasion du 20e anniversaire du premier concert en collaboration avec ce même orchestre.